# (9997) COBE
(9997) COBE (1217 T-1) – planetoida z grupy pasa głównego okrążająca Słońce w ciągu 4,07 lat w średniej odległości 2,55 j.a. Odkryta 25 marca 1971 roku.